# Dicranomyia latiorflava
Dicranomyia latiorflava är en tvåvingeart som först beskrevs av Alexander 1979.  Dicranomyia latiorflava ingår i släktet Dicranomyia och familjen småharkrankar. Inga underarter finns listade i Catalogue of Life.